# Escolobre
Escolobre (en francès Escouloubre) és un municipi francès situat al departament de l'Aude i a la regió d'Occitània.